# Thomas Armstrong (cầu thủ bóng đá)
Thomas Armstrong (sinh năm 1898 ở Preston, Anh) là một cầu thủ bóng đá thi đấu ở Football League cho Liverpool. Ông cũng thi đấu cho Preston North End.